# Slag bij Lipany

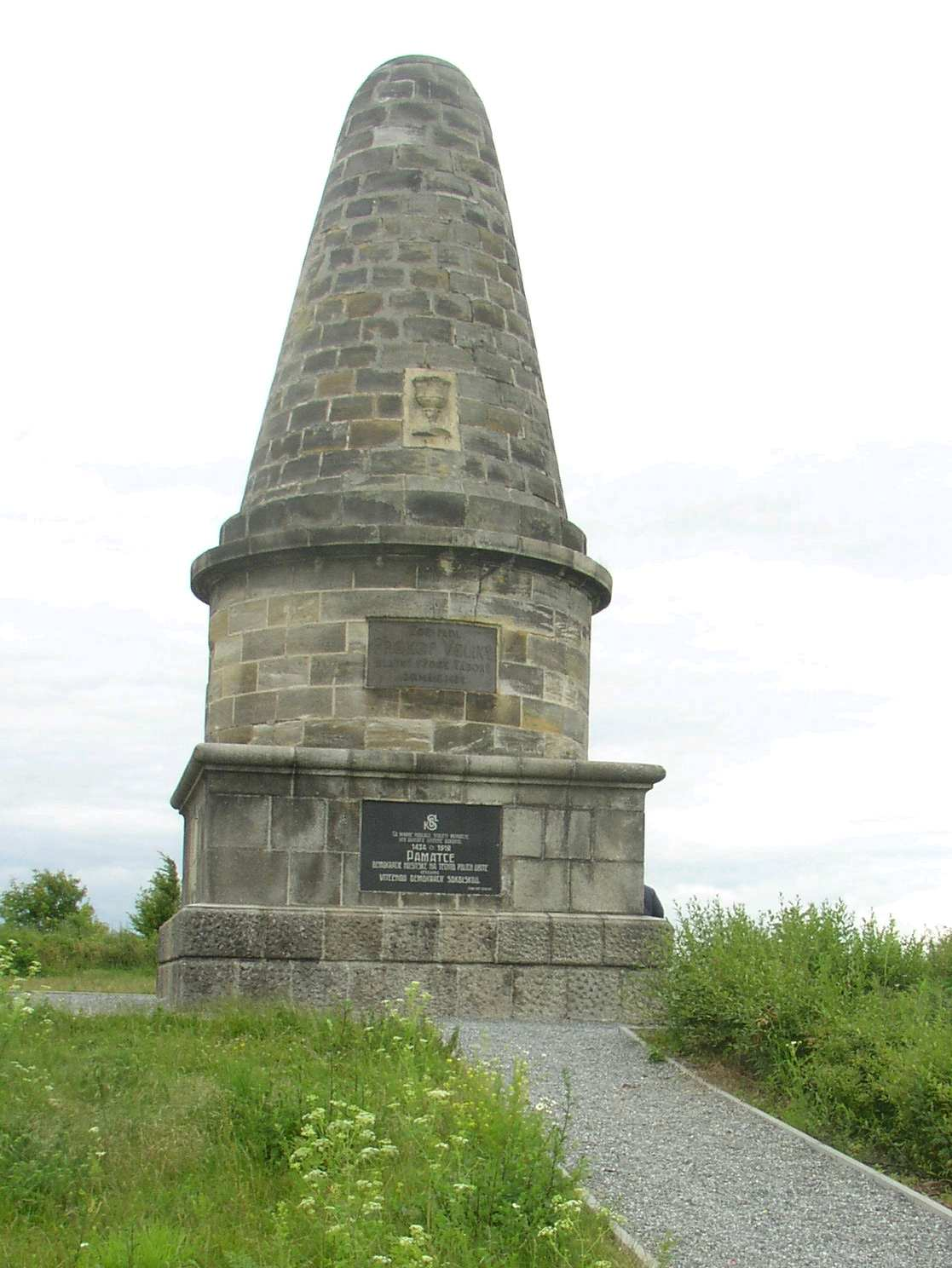
Slag bij Lipany

De Slag bij Lipany was een veldslag die op 30 mei 1434 uitgevochten werd bij Lipany, een 40-tal kilometer ten oosten van Praag. De slag kwam op het einde van de Hussitische Oorlogen. De verenigde utraquisten (meest rijke edelen) en katholieken van Bohemen versloegen de radicale Taborieten (meest boeren) geleid door Procopius de Grote.